# Woods Creek
Woods Creek és una concentració de població designada pel cens dels Estats Units a l'estat de Washington. Segons el cens del 2000 tenia 4.502 habitants.

## Demografia
Segons el cens del 2000, Woods Creek tenia 4.502 habitants, 1.518 habitatges, i 1.243 famílies. La densitat de població era de 139,8 habitants per km².
Dels 1.518 habitatges en un 41,3% hi vivien nens de menys de 18 anys, en un 70,4% hi vivien parelles casades, en un 7,8% dones solteres, i en un 18,1% no eren unitats familiars. En el 13% dels habitatges hi vivien persones soles el 3,5% de les quals corresponia a persones de 65 anys o més que vivien soles. El nombre mitjà de persones vivint en cada habitatge era de 2,97 i el nombre mitjà de persones que vivien en cada família era de 3,25.
Per edats la població es repartia de la següent manera: un 29,9% tenia menys de 18 anys, un 7% entre 18 i 24, un 30,8% entre 25 i 44, un 25,1% de 45 a 60 i un 7,2% 65 anys o més.
L'edat mediana era de 36 anys. Per cada 100 dones de 18 o més anys hi havia 99,4 homes.
La renda mediana per habitatge era de 66.139 $ i la renda mediana per família de 68.424 $. Els homes tenien una renda mediana de 50.756 $ mentre que les dones 27.148 $. La renda per capita de la població era de 25.582 $. Aproximadament el 2,5% de les famílies i el 4,6% de la població estaven per davall del llindar de pobresa.

## Poblacions més properes
El següent diagrama mostra les poblacions més properes.